# 小行星9073
小行星9073（英語：9073 Yoshinori）是一颗围绕太阳公转的小行星。1994年3月4日，小林隆男在大泉天文台发现了此天体。
这颗小行星的绝对星等为335.50856等。